# Joey Johnston
Joseph John „Joey“ Johnston (* 3. März 1949 in Peterborough, Ontario) ist ein ehemaliger kanadischer Eishockeyspieler, der im Verlauf seiner aktiven Karriere zwischen 1965 und 1976 unter anderem 331 Spiele für die Minnesota North Stars, California Golden Seals und Chicago Black Hawks in der National Hockey League (NHL) auf der Position des linken Flügelstürmers bestritten hat. Als Mitglied der California Golden Seals, deren Mannschaftskapitän er zwischen 1974 und 1975 war, nahm Johnston zwischen 1973 und 1975 dreimal in Folge am NHL All-Star Game teil. Sein jüngerer Bruder Jim war ebenfalls professioneller Eishockeyspieler und in der International Hockey League (IHL) aktiv.

## Karriere
Johnston verbrachte seine Juniorenzeit zwischen 1965 und 1967 bei den Peterborough Petes aus seiner Geburtsstadt Peterborough, die in der Ontario Hockey Association (OHA) beheimatet waren. Bei den Petes absolvierte der Stürmer zwei solide Spielzeiten. Nachdem er in seiner Rookiesaison in 44 Spielen 23 Scorerpunkte gesammelt hatte, steigerte er den Wert in seinem zweiten Jahr in der Liga auf 27. Aufgrund einer 15 Spiele dauernden Sperre erreichte er die Punktzahl in lediglich 32 Einsätzen. Bereits nach seiner ersten OHA-Saison war er im NHL Amateur Draft 1966 in der zweiten Runde an achter Stelle von den New York Rangers aus der National Hockey League (NHL) ausgewählt worden.
Die Rangers statteten den Angreifer im Sommer 1967 mit einem Profivertrag aus, wodurch ein Transfer innerhalb der OHA zu den Kitchener Rangers nichtig wurde. In der Organisation der New York Rangers kam das Talent mit Beginn der Saison 1967/68 bei deren Farmteam, den Omaha Knights, in der Central Professional Hockey League (CPHL) zum Einsatz. Zwar wusste Johnston dort mit 46 Punkten in 70 Spielen durchaus zu überzeugen, allerdings trennten sich die New York Rangers in einem Transfergeschäft im Juni 1968 von ihm. Gemeinsam mit Wayne Hillman und Danny Seguin wurde der Kanadier im Tausch für Dave Balon an die Minnesota North Stars abgegeben. Auch dort gelang es ihm nicht, sich in der NHL zu etablieren. Zwar bestritt der Flügelstürmer im Verlauf der Saison 1968/69 elf Einsätze für die North Stars in der NHL. Den Rest der Saison sowie die gesamte folgende verbrachte er bei Minnesotas Kooperationspartnern in der mittlerweile in Central Hockey League (CHL) umbenannten Minor League bei den Memphis South Stars und Iowa Stars. Danach setzten sie ihn ein Jahr lang in der American Hockey League (AHL) bei den Cleveland Barons ein, wo er es mit seinen Leistungen ins AHL First All-Star Team schaffte. Dazu hatte er in 72 Spielen 74-mal gepunktet.
Ein erneuter Vereinswechsel im Mai 1971, bei dem er mit Walt McKechnie zu den California Golden Seals wechselte und im Tausch Dennis Hextall nach Minnesota geschickt wurde, brachte Johnston schließlich den gewünschten Stammplatz in der NHL. In Diensten der Kalifornier absolvierte der 22-Jährige seine erste vollständige NHL-Spielzeit, in der er 32-mal punktete. Seine Punktausbeute steigerte der Angreifer in den folgenden beiden Jahren kontinuierlich auf 67 Scorerpunkte, was ihm im Jahr 1973 die erste von drei aufeinanderfolgenden Nominierungen für das NHL All-Star Game einbrachte. Zudem fungierte er ab Februar 1974 als Mannschaftskapitän. Diesen Posten füllte er bis zu einem erneuten Transfer im Juni 1975 aus. Sein neuer Arbeitgeber wurden die Chicago Black Hawks, die ihn im Tausch für Jim Pappin und ein Drittrunden-Wahlrecht im NHL Amateur Draft 1977 erhalten hatten.
Bevor Johnston allerdings für die Black Hawks aufs Eis gehen konnte, musste er eine Handgelenks- sowie Kopfverletzung auskurieren. Diese hatte er im August 1975 bei einem Autounfall erlitten, bei dem sein Van in der Nähe von Toronto frontal mit einem anderen Fahrzeug kollidiert war und Johnston zehn Meter weit aus seinem Fahrzeug geschleudert worden war. Dadurch kehrte er erst im November 1975 in den Kader der Black Hawks zurück, konnte allerdings nicht zu seiner früheren Leistungsfähigkeit zurückkehren. In 32 Einsätzen gelangen ihm lediglich fünf Torvorlagen, woraufhin er im Februar 1976 zum Farmteam Dallas Black Hawks geschickt wurde. Nach der Spielzeit beendete der Stürmer aufgrund der Nachwirkungen der erlittenen Verletzungen aus dem Vorjahr im Alter von 27 Jahren seine aktive Karriere.

## Erfolge und Auszeichnungen
- 1971 AHL First All-Star Team
- 1973 Teilnahme am NHL All-Star Game
- 1974 Teilnahme am NHL All-Star Game
- 1975 Teilnahme am NHL All-Star Game

## Karrierestatistik
(Legende zur Spielerstatistik: Sp oder GP = absolvierte Spiele; T oder G = erzielte Tore; V oder A = erzielte Assists; Pkt oder Pts = erzielte Scorerpunkte; SM oder PIM = erhaltene Strafminuten; +/− = Plus/Minus-Bilanz; PP = erzielte Überzahltore; SH = erzielte Unterzahltore; GW = erzielte Siegtore; 1 Play-downs/Relegation; Kursiv: Statistik nicht vollständig)